# Gangjong av Goryeo
Gangjong av Goryeo, född 1152, död 1213, var en koreansk monark. Han var kung av Korea 1211–1213. 